# Cremastus blanditus
Cremastus blanditus är en stekelart som beskrevs av Dasch 1979. Cremastus blanditus ingår i släktet Cremastus och familjen brokparasitsteklar. Inga underarter finns listade i Catalogue of Life.